# Температурный коэффициент реактивности топлива
Температурный коэффициент реактивности топлива – изменение реактивности ядерного топлива на градус изменения температуры. Коэффициент количественно определяет количество нейтронов, которые ядерное топливо (например, уран-238) поглощает в процессе деления при повышении температуры топлива. Эта величина является мерой стабильности работы реактора. Он известна также как коэффициент Доплера из-за вклада доплеровского уширения, которое является доминирующим эффектом в тепловых системах.

## Сопутствующие эффекты

### Доплеровское уширение
Доплеровские сдвиги, возникающие в результате движения атомов внутри топлива, вызывают доплеровское уширение, что приводит к более широкому спектру нейтронов и, следовательно, к увеличению захвата нейтронов.

### Тепловое расширение
Тепловое расширение топлива при более высоких температурах приводит к снижению плотности, что снижает вероятность взаимодействия нейтрона с топливом.

## Использованная литература
- Глоссарий USNRC